# Nathan Rôdes
Nathan Christian Rôdes (Etterbeek, 11 dicembre 1997) è un calciatore belga, centrocampista del Dender.

## Carriera
Ha iniziato a giocare a calcio nei settori giovanili di Auderghem e White Star Woluwe.
Nella stagione 2015-2016 ha giocato 20 partite nella terza divisione belga con il Woluwe Zaventem; a fine stagione si è trasferito al Grimbergen, dove ha invece realizzato una rete in 15 presenze in quarta divisione: nel gennaio del 2017 questo club lo cede al Charleroi nel gennaio del 2017, nella prima divisione belga, dove nella rimanente parte della stagione non ha tuttavia giocato nessuna partita ufficiale, cosa che si è poi ripetuta anche durante la stagione 2017-2018. Ha invece esordito in prima squadra con il club bianconero nel corso della stagione 2018-2019: il 18 maggio 2019, infatti, ha giocato nell'incontro della prima divisione belga vinto per 2-0 contro l'Eupen (sua unica presenza stagionale). Nell'estate del 2019 è stato ceduto in prestito all'UT Pétange, club della prima divisione lussemburghese, dove complice anche la prematura interruzione del torneo per via della pandemia di Covid-19 ha tuttavia giocato solamente 6 partite in campionato ed una partita nella coppa nazionale lussemburghese.
Al termine della stagione 2019-2020 è stato acquistato a titolo definitivo dal RFC Liegi, club della terza divisione belga, e dopo una stagione travagliata (in cui ha giocato una sola partita) a causa della Pandemia di COVID-19, nella stagione 2021-2022 si è ritagliato un ruolo fra i titolari, realizzando 5 reti in 33 partite di campionato giocate. Nell'estate del 2022 è stato acquistato dal Dender, club di seconda divisione, con cui ha centrato la salvezza al termine della stagione, per poi centrare la promozione in prima divisione al termine della stagione 2023-2024. Il 25 agosto 2024 ha segnato il suo primo gol in prima divisione nella partita persa 2-1 contro il Club Bruges. Rimane con i nerazzurri in prima divisione anche nella stagione 2025-2026.

## Statistiche

### Presenze e reti nei club
Statistiche aggiornate al 6 agosto 2025.
| Stagione        | Squadra         | Campionato      | Campionato | Campionato | Coppe nazionali | Coppe nazionali | Coppe nazionali | Coppe continentali | Coppe continentali | Coppe continentali | Altre coppe | Altre coppe | Altre coppe | Totale | Totale | Totale |
| Stagione        | Squadra         | Comp            | Pres       | Reti       | Comp            | Pres            | Reti            | Comp               | Pres               | Reti               | Comp        | Pres        | Reti        | Pres   | Reti   |        |
| --------------- | --------------- | --------------- | ---------- | ---------- | --------------- | --------------- | --------------- | ------------------ | ------------------ | ------------------ | ----------- | ----------- | ----------- | ------ | ------ | ------ |
| 2015-2016       | Woluwe Zaventem | 3D              | 20         | 0          | CB              | 0               | 0               | -                  | -                  | -                  | -           | -           | -           | 20     | 0      |        |
| 2016-gen. 2017  | Grimbergen      | 4D              | 15         | 1          | CB              | 0               | 0               | -                  | -                  | -                  | -           | -           | -           | 15     | 1      |        |
| gen.-giu. 2017  | Charleroi       | PL              | 0          | 0          | CB              | 0               | 0               | -                  | -                  | -                  | -           | -           | -           | 0      | 0      |        |
| 2017-2018       | Charleroi       | PL              | 0          | 0          | CB              | 0               | 0               | -                  | -                  | -                  | -           | -           | -           | 0      | 0      |        |
| 2018-2019       | Charleroi       | PL              | 1          | 0          | CB              | 0               | 0               | -                  | -                  | -                  | -           | -           | -           | 1      | 0      |        |
| 2019-2020       | UT Pétange      | DN              | 6          | 0          | CL              | 1               | 0               | -                  | -                  | -                  | -           | -           | -           | 7      | 0      |        |
| 2020-2021       | RFC Liegi       | N1              | 1          | 0          | CB              | 2               | 0               | -                  | -                  | -                  | -           | -           | -           | 3      | 0      |        |
| 2021-2022       | RFC Liegi       | N1              | 33         | 5          | CB              | 1               | 0               | -                  | -                  | -                  | -           | -           | -           | 34     | 5      |        |
| 2022-2023       | Dender          | CPL             | 32         | 0          | CB              | 1               | 0               | -                  | -                  | -                  | -           | -           | -           | 33     | 0      |        |
| 2023-2024       | Dender          | CPL             | 28         | 0          | CB              | 2               | 0               | -                  | -                  | -                  | -           | -           | -           | 30     | 0      |        |
| 2024-2025       | Dender          | PL              | 40         | 5          | CB              | 0               | 0               | -                  | -                  | -                  | -           | -           | -           | 40     | 5      |        |
| 2025-2026       | Dender          | PL              | 2          | 0          | CB              | 0               | 0               | -                  | -                  | -                  | -           | -           | -           | 2      | 0      |        |
| Totale carriera | Totale carriera | Totale carriera | 178        | 10         |                 | 7               | 0               |                    | -                  | -                  |             | -           | -           | 185    | 11     |        |